# لاتاريكو
لاتاريكو (باليونانية: Lattarioi) هي مدينة وكومونا في مقاطعة كزنسة بمنطقة قلورية، جنوب إيطاليا.